# Григорьев, Кирилл Андреевич
Кирилл Андреевич Григорьев (5 января 1995, Москва, Россия) — российский хоккеист, вратарь. Воспитанник московского клуба «Русь». В 2012 году выступал за молодёжную сборную России.

## Карьера
Кирилл Григорьев начал свою профессиональную карьеру в 2012 году в составе череповецкого клуба Молодёжной хоккейной лиги «Алмаз». В том же году на драфте КХЛ он был выбран в 4 раунде под общим 120 номером череповецкой «Северсталью». В своём дебютном сезоне Кирилл провёл на площадке 13 матчей, пропуская в среднем 2.59 шайбы за игру.
Сезон 2013/14 Григорьев также начал в составе «Алмаза», а 18 октября 2013 года в выездном матче против уфимского «Салавата Юлаева» он дебютировал в Континентальной хоккейной лиге, выйдя на площадку при счёте 1:8 в третьем периоде, и не пропустив в свои ворота за оставшиеся 8 минут.

## Статистика выступлений
|                 |                 |                 | Регулярный сезон | Регулярный сезон | Регулярный сезон | Регулярный сезон | Регулярный сезон | Плей-офф | Плей-офф | Плей-офф | Плей-офф | Плей-офф |
| Сезон           | Команда         | Лига            | Игр              | М                | ПШ               | «0»              | КН               | Игр      | М        | ПШ       | «0»      | КН       |
| --------------- | --------------- | --------------- | ---------------- | ---------------- | ---------------- | ---------------- | ---------------- | -------- | -------- | -------- | -------- | -------- |
| 2012/13         | Алмаз           | МХЛ             | 13               | 787              | 34               | 0                | 2.59             | —        | —        | —        | —        | —        |
| 2013/14         | Алмаз           | МХЛ             | 6                | 295              | 16               | 0                | 3.26             | —        | —        | —        | —        | —        |
| 2013/14         | Северсталь      | КХЛ             | 1                | 8                | 0                | 0                | 0                | —        | —        | —        | —        | —        |
| Всего в КХЛ     | Всего в КХЛ     | Всего в КХЛ     | 1                | 8                | 0                | 0                | 0                | —        | —        | —        | —        | —        |
| Всего в карьере | Всего в карьере | Всего в карьере | 20               | 1090             | 50               | 0                | 2.75             | —        | —        | —        | —        | —        |